# Rachel McQuillan
Rachel McQuillan, född den 2 december 1971 i Mereweather, New South Wales, är en australisk tennisspelare.
Hon tog OS-brons i damernas dubbelturnering i samband med de olympiska tennisturneringarna 1992 i Barcelona.